# Callophycus
Callophycus, rodcrvenih algi iz porodice Placentophoraceae Pripada mu 10 vrsta.. Tipična, C. dorsifer, i šest drugih vrsta endemi su južne Australije. 
. 

## Vrste
1. Callophycus africanus (F.Schmitz) F.E.Hewitt
2. Callophycus condominius R.E.Norris
3. Callophycus costatus (Harvey) P.C.Silva
4. Callophycus densus (Sonder) Kraft
5. Callophycus dorsifer (C.Agardh) P.C.Silva
6. Callophycus harveyanus (J.Agardh) P.Silva
7. Callophycus laxus (Sonder) P.C.Silva
8. Callophycus oppositifolius (C.Agardh) P.C.Silva
9. Callophycus serratus (Harvey ex Kützing) P.C.Silva
10. Callophycus tridentifer Kraft